# Bilan saison par saison du KSV Roulers
Cette page présente les résultats saison par saison du KSV Roulers, une équipe de football belge. Le club a disputé 80 saisons dans les divisions nationales belges, auxquelles il accèdes pour la première fois en 1926. Il y évolue sans interruption depuis 1952.

## Tableau de résultats
| Ordre                                                                      | Saison  | Nom du club               | Niveau                    | Classement final          | Remarques                    |
| -------------------------------------------------------------------------- | ------- | ------------------------- | ------------------------- | ------------------------- | ---------------------------- |
| 1                                                                          | 1926-27 | SK Roulers                | Promotion (D3) série A    | 11e/14                    |                              |
| 2                                                                          | 1927-28 | SK Roulers                | Promotion (D3) série A    | 9e/14                     |                              |
| 3                                                                          | 1928-29 | SK Roulers                | Promotion (D3) série A    | 1er/14                    | Champion et promu            |
| 4                                                                          | 1929-30 | SK Roulers                | Division 1 (D2)           | 11e/14                    |                              |
| 5                                                                          | 1930-31 | SK Roulers                | Division 1 (D2)           | 11e/14                    |                              |
| 6                                                                          | 1931-32 | SK Roulers                | Division 1 (D2) série A   | 14e/14                    | Relégué                      |
| 7                                                                          | 1932-33 | SK Roulers                | Promotion (D3) série A    | 14e/14                    | Relégué                      |
| séries régionales                                                          |         |                           |                           |                           |                              |
|                                                                            | 1939-41 | Compétitions interrompues | Compétitions interrompues | Compétitions interrompues | Compétitions interrompues    |
| 8                                                                          | 1941-42 | SK Roulers                | Promotion (D3) série A    | 4e/11                     |                              |
| 9                                                                          | 1942-43 | SK Roulers                | Promotion (D3) série A    | 2e/15                     | [ saisons 1 ]                |
| 10                                                                         | 1943-44 | SK Roulers                | Promotion (D3) série A    | 5e/14                     |                              |
|                                                                            | 1944-45 | Compétitions interrompues | Compétitions interrompues | Compétitions interrompues | Compétitions interrompues    |
| 11                                                                         | 1945-46 | SK Roulers                | Promotion (D3) série A    | 2e/18                     |                              |
| 12                                                                         | 1946-47 | SK Roulers                | Promotion (D3) série D    | 1er/17                    | Champion et promu            |
| 13                                                                         | 1947-48 | SK Roulers                | Division 1 (D2) série A   | 8e/16                     |                              |
| 14                                                                         | 1948-49 | SK Roulers                | Division 1 (D2) série B   | 15e/16                    |                              |
| 15                                                                         | 1949-50 | SK Roulers                | Promotion (D3) série A    | 14e/14                    | Relégué                      |
| séries régionales                                                          |         |                           |                           |                           |                              |
| 16                                                                         | 1952-53 | K. SK Roulers             | Promotion série A         | 5e/16                     |                              |
| 17                                                                         | 1953-54 | K. SK Roulers             | Promotion série D         | 2e/16                     |                              |
| 18                                                                         | 1954-55 | K. SK Roulers             | Promotion série C         | 5e/16                     |                              |
| 19                                                                         | 1955-56 | K. SK Roulers             | Promotion série A         | 2e/16                     |                              |
| 20                                                                         | 1956-57 | K. SK Roulers             | Promotion série D         | 3e/16                     |                              |
| 21                                                                         | 1957-58 | K. SK Roulers             | Promotion série A         | 2e/16                     |                              |
| 22                                                                         | 1958-59 | K. SK Roulers             | Promotion série B         | 3e/16                     |                              |
| 23                                                                         | 1959-60 | K. SK Roulers             | Promotion série C         | 1er/16                    | Champion et promu            |
| 24                                                                         | 1960-61 | K. SK Roulers             | Division 3 série A        | 7e/16                     |                              |
| 25                                                                         | 1961-62 | K. SK Roulers             | Division 3 série A        | 7e/16                     |                              |
| 26                                                                         | 1962-63 | K. SK Roulers             | Division 3 série A        | 8e/16                     |                              |
| 27                                                                         | 1963-64 | K. SK Roulers             | Division 3 série B        | 9e/16                     |                              |
| 28                                                                         | 1964-65 | K. SK Roulers             | Division 3 série A        | 2e/16                     |                              |
| 29                                                                         | 1965-66 | K. SK Roulers             | Division 3 série B        | 2e/16                     |                              |
| 30                                                                         | 1966-67 | K. SK Roulers             | Division 3 série A        | 9e/16                     |                              |
| 31                                                                         | 1967-68 | K. SK Roulers             | Division 3 série B        | 9e/16                     |                              |
| 32                                                                         | 1968-69 | K. SK Roulers             | Division 3 série B        | 4e/16                     |                              |
| 33                                                                         | 1969-70 | K. SK Roulers             | Division 3 série A        | 8e/16                     |                              |
| 34                                                                         | 1970-71 | K. SK Roulers             | Division 3 série B        | 12e/16                    |                              |
| 35                                                                         | 1971-72 | K. SK Roulers             | Division 3 série A        | 11e/16                    |                              |
| 36                                                                         | 1972-73 | K. SK Roulers             | Division 3 série B        | 14e/16                    |                              |
| 37                                                                         | 1973-74 | K. SK Roulers             | Division 3 série B        | 8e/16                     |                              |
| 38                                                                         | 1974-75 | K. SK Roulers             | Division 3 série A        | 16e/16                    | Relégué                      |
| 39                                                                         | 1975-76 | K. SK Roulers             | Promotion série A         | 10e/16                    |                              |
| 40                                                                         | 1976-77 | K. SK Roulers             | Promotion série A         | 9e/16                     |                              |
| 41                                                                         | 1977-78 | K. SK Roulers             | Promotion série C         | 1er/16                    | Champion et promu            |
| 42                                                                         | 1978-79 | K. SK Roulers             | Division 3 série A        | 12e/16                    |                              |
| 43                                                                         | 1979-80 | K. SK Roulers             | Division 3 série A        | 9e/16                     |                              |
| 44                                                                         | 1980-81 | K. SK Roulers             | Division 3 série A        | 2e/16                     |                              |
| 45                                                                         | 1981-82 | K. SK Roulers             | Division 3 série A        | 7e/16                     |                              |
| 46                                                                         | 1982-83 | K. SK Roulers             | Division 3 série A        | 6e/16                     |                              |
| 47                                                                         | 1983-84 | K. SK Roulers             | Division 3 série A        | 14e/16                    |                              |
| 48                                                                         | 1984-85 | K. SK Roulers             | Division 3 série A        | 10e/16                    |                              |
| 49                                                                         | 1985-86 | K. SK Roulers             | Division 3 série A        | 12e/16                    |                              |
| 50                                                                         | 1986-87 | K. SK Roulers             | Division 3 série A        | 7e/16                     |                              |
| 51                                                                         | 1987-88 | K. SK Roulers             | Division 3 série A        | 7e/16                     |                              |
| 52                                                                         | 1988-89 | K. SK Roulers             | Division 3 série A        | 2e/16                     |                              |
| 53                                                                         | 1989-90 | K. SK Roulers             | Division 3 série A        | 3e/16                     |                              |
| 54                                                                         | 1990-91 | K. SK Roulers             | Division 3 série A        | 4e/16                     |                              |
| 55                                                                         | 1991-92 | K. SK Roulers             | Division 3 série A        | 5e/16                     |                              |
| 56                                                                         | 1992-93 | K. SK Roulers             | Division 3 série A        | 10e/16                    |                              |
| 57                                                                         | 1993-94 | K. SK Roulers             | Division 3 série A        | 5e/16                     | Tour final                   |
| 58                                                                         | 1994-95 | K. SK Roulers             | Division 3 série A        | 7e/16                     |                              |
| 59                                                                         | 1995-96 | K. SK Roulers             | Division 3 série A        | 6e/16                     |                              |
| 60                                                                         | 1996-97 | K. SK Roulers             | Division 3 série A        | 5e/16                     |                              |
| 61                                                                         | 1997-98 | K. SK Roulers             | Division 3 série A        | 1er/16                    | Champion et promu            |
| 62                                                                         | 1998-99 | K. SK Roulers             | Division 2                | 6e/18                     |                              |
| 63                                                                         | 1999-00 | K. SV Roulers             | Division 2                | 14e/18                    |                              |
| 64                                                                         | 2000-01 | K. SV Roulers             | Division 2                | 8e/18                     |                              |
| 65                                                                         | 2001-02 | K. SV Roulers             | Division 2                | 15e/18                    |                              |
| 66                                                                         | 2002-03 | K. SV Roulers             | Division 2                | 17e/18                    | [ saisons 4 ]                |
| 67                                                                         | 2003-04 | K. SV Roulers             | Division 2                | 3e/18                     | Tour final                   |
| 68                                                                         | 2004-05 | K. SV Roulers             | Division 2                | 2e/18                     | Promu via tour final         |
| 69                                                                         | 2005-06 | K. SV Roulers             | Division 1                | 12e/18                    |                              |
| 70                                                                         | 2006-07 | K. SV Roulers             | Division 1                | 11e/18                    |                              |
| 71                                                                         | 2007-08 | K. SV Roulers             | Division 1                | 14e/18                    |                              |
| 72                                                                         | 2008-09 | K. SV Roulers             | Division 1                | 16e/18                    | Barrages                     |
| 73                                                                         | 2009-10 | K. SV Roulers             | Division 1                | 15e/16                    | Relégué après barrages       |
| 74                                                                         | 2010-11 | K. SV Roulers             | Division 2                | 15e/18                    |                              |
| 75                                                                         | 2011-12 | K. SV Roulers             | Division 2                | 13e/18                    |                              |
| 76                                                                         | 2012-13 | K. SV Roulers             | Division 2                | 10e/18                    |                              |
| 77                                                                         | 2013-14 | K. SV Roulers             | Division 2                | 15e/18                    |                              |
| 78                                                                         | 2014-15 | K. SV Roulers             | Division 2                | 11e/18                    |                              |
| 79                                                                         | 2015-16 | K. SV Roulers             | Division 2                | 9e/17                     | [ saisons 9 ]                |
| 80                                                                         | 2016-17 | K. SV Roulers             | Division 1B               | 2e/8                      | Finale de D1B et Play-Offs 2 |
| 81                                                                         | 2017-18 | K. SV Roulers             | Division 1B               | 5e/8                      | Play-Offs 3                  |
| 82                                                                         | 2018-19 | K. SV Roulers             | Division 1B               | 5e/8                      |                              |
| 83                                                                         | 2019-20 | K. SV Roulers             | Division 1B               | 7e/8                      | Relégué                      |
| 11 septembre 2020 Dépôt de bilan, faillite et disparition du matricule 134 |         |                           |                           |                           |                              |

## Bilan
Statistiques mises à jour le 14 septembre 2020 (terme de la saison 2019-2020)
| Niv | Divisions     | Jouées | Titres | TM Up | TM Down |
| --- | ------------- | ------ | ------ | ----- | ------- |
| I   | 1re nationale | 5      | 0      |       | 2       |
| II  | 2e nationale  | 22     | 0      | 3     | 1       |
| III | 3e nationale  | 45     | 3      | 1     |         |
| IV  | 4e nationale  | 11     | 2      |       |         |
| V   | 5e nationale  | 0      | 0      |       |         |
|     |               |        |        |       |         |
|     | TOTAUX        | 83     | 5      | 4     | 3       |

- TM Up : test-match pour départager des égalités, ou toutes formes de Barrages ou de Tour final pour une montée éventuelle.
- TM Down : test-match pour départager des égalités, ou toutes formes de Barrages ou de Tour final pour le maintien.